# 疣叶木属
疣叶木属（学名：Polyalthiopsis）为番荔枝科的一个属。

## 下属物种
本属包括以下物种：
- 黑皮疣叶木 Polyalthiopsis nigra Y.H. Tan & Bin Yang，模式产地：云南[2]
- 许氏疣叶木 Polyalthiopsis xui Y.H. Tan & Bin Yang，模式产地：云南[2]